# 岩手県第1区
岩手県第1区（いわてけんだい1く）は、日本の衆議院議員総選挙における選挙区。1994年（平成6年）の公職選挙法改正で設置。

## 選挙区域

### 現在の区域
2017年（平成29年）公職選挙法改正以降の区域は以下のとおりである。2017年の区割り変更により盛岡市の旧玉山村域も1区に移動され、盛岡市全域が1区の区域となった。
- 盛岡市
- 紫波郡

### 2017年以前の区域
2013年（平成25年）公職選挙法改正から2017年の小選挙区改定までの区域は以下のとおりである。
- 盛岡市（旧玉山村域を除く平成の大合併前の旧盛岡市域）
  - 本庁管内
  - 青山・簗川・太田・繋の各支所管内
  - 都南総合支所管内
- 紫波郡

1994年（平成6年）公職選挙法改正から2013年の小選挙区改定までの区域は以下のとおりである。
- 盛岡市
- 紫波郡

## 歴史
- 第41回衆議院議員総選挙（1996年）〜第44回衆議院議員総選挙（2005年）
  - 達増拓也が連続して小選挙区で当選（新進党-自由党-民主党）し、岩手県の小沢王国の一翼を担った。なお、第41回を除き対立候補の比例復活も阻止している。第42回では第1次森内閣の農林水産大臣であった玉澤徳一郎が比例復活もならず落選した[注釈 1]。
- 第44回衆議院議員補欠選挙（2007年）
  - 達増が岩手県知事選挙に出馬したことに伴う補欠選挙であり、高校・大学の後輩である階猛が当選した。
- 第45回衆議院議員総選挙（2009年）
  - 民主党への猛烈な追い風を受けて階が圧勝し再選。
- 第46回衆議院議員総選挙（2012年）
  - 階は東日本大震災後に小沢と袂を分かち、第46回衆議院議員総選挙で小沢は刺客候補として達増の妻・陽子を送り込んだ。結果としては階が議席を守り抜き、この選挙区は小沢の影響下から名実ともに離れた。またこの選挙では、民主党・元民主党候補がともに大逆風を受けてそれによって自民党にも追い風が吹き、高橋比奈子がこの選挙区の自民党候補としては16年ぶりに比例東北ブロックで復活当選。県内では1946年当選の菅原エン以来66年ぶりの女性衆議院議員となった[5]。
  - 一方、達増陽子は比例復活も出来ずに3位で落選した。3区でも小沢の元を離れた黄川田徹が議席を守り、2区では自民党の鈴木俊一が議席を奪還。小沢は自身の選挙区である4区を除くすべての小選挙区で自身の系列の議員を失った。
- 第47回衆議院議員総選挙（2014年）・第48回衆議院議員総選挙（2017年）
  - 階と高橋の事実上の一騎討ちとなり、階が勝利。高橋も復活当選する構図が続いた。
- 第49回衆議院議員総選挙（2021年）
  - 階が高橋の比例復活を許さずに6選となった。
  - なお、2020年に階と小沢は立憲民主党に合流したが、小沢が代表を務める党岩手県連は政治資金を巡り階と係争。2021年8月に県連は独自候補としてフリーアナウンサーの佐野利恵を1区に擁立する方針を決め、党本部に公認申請するなど、旧民主党の分裂時から続く確執が再度表面化した[6]。第49回衆院選直前の10月に党本部は階を岩手1区に、佐野を比例東北ブロック単独で擁立する方針を決め、県連は同方針を容認した[7]ものの階への支援を拒んだが、一部の県議などは独自に階を支援した。[8][9]。また、比例単独下位で落選した佐野は総選挙直後の12月19日に離党した[10]。
  - 当選挙では3区から出馬した小沢[注釈 2]が在職52年目にして自民党の藤原崇に敗れて[注釈 3]初めての選挙区での敗戦となり[注釈 4]、名実ともに小沢王国は崩壊した。
- 第50回衆議院議員総選挙（2024年）
  - 自民党が高橋の後継として元岩手県議を擁立させたが結果は階が大勝で7選となった。
- 上記からもわかるように、自民党の公認候補が一度も小選挙区で当選したことがない選挙区である。

## 小選挙区選出議員
| 選挙名                   | 年                 | 当選者   | 党派       | 備考                              | 備考   |
| ------------------------ | ------------------ | -------- | ---------- | --------------------------------- | ------ |
| 第41回衆議院議員総選挙   | 1996年（平成8年）  | 達増拓也 | 新進党     |                                   | 旧区域 |
| 第42回衆議院議員総選挙   | 2000年（平成12年） | 達増拓也 | 自由党     |                                   | 旧区域 |
| 第43回衆議院議員総選挙   | 2003年（平成15年） | 達増拓也 | 民主党     |                                   | 旧区域 |
| 第44回衆議院議員総選挙   | 2005年（平成17年） | 達増拓也 | 民主党     |                                   | 旧区域 |
| 第44回衆議院議員補欠選挙 | 2007年（平成19年） | 階猛     | 民主党     | ※達増の岩手県知事選挙出馬に伴う。 | 旧区域 |
| 第45回衆議院議員総選挙   | 2009年（平成21年） | 階猛     | 民主党     |                                   | 旧区域 |
| 第46回衆議院議員総選挙   | 2012年（平成24年） | 階猛     | 民主党     |                                   | 旧区域 |
| 第47回衆議院議員総選挙   | 2014年（平成26年） | 階猛     | 民主党     |                                   | 旧区域 |
| 第48回衆議院議員総選挙   | 2017年（平成29年） | 階猛     | 希望の党   |                                   | 現区域 |
| 第49回衆議院議員総選挙   | 2021年（令和3年）  | 階猛     | 立憲民主党 |                                   | 現区域 |
| 第50回衆議院議員総選挙   | 2024年（令和6年）  | 階猛     | 立憲民主党 |                                   | 現区域 |

## 選挙結果
時の内閣：第1次石破内閣 解散日：2024年10月9日 公示日：2024年10月15日
当日有権者数：28万7457人 最終投票率：54.37%（前回比：4.44%） （全国投票率：53.85%（2.08%））
| 当落 | 候補者名 | 年齢 | 所属党派   | 新旧 | 得票数   | 得票率 | 惜敗率 | 推薦・支持 | 重複 |
| ---- | -------- | ---- | ---------- | ---- | -------- | ------ | ------ | ---------- | ---- |
| 当   | 階猛     | 58   | 立憲民主党 | 前   | 94,409票 | 61.54% | ――     |            | ○    |
|      | 米内紘正 | 37   | 自由民主党 | 新   | 43,623票 | 28.44% | 46.21% | 公明党推薦 | ○    |
|      | 吉田恭子 | 43   | 日本共産党 | 新   | 15,367票 | 10.02% | 16.28% |            | ○    |

時の内閣：第1次岸田内閣 解散日：2021年10月14日 公示日：2021年10月19日
当日有権者数：29万3290人 最終投票率：58.81%（前回比：1.79%） （全国投票率：55.93%（2.25%））
| 当落 | 候補者名   | 年齢 | 所属党派   | 新旧 | 得票数   | 得票率 | 惜敗率 | 推薦・支持 | 重複 |
| ---- | ---------- | ---- | ---------- | ---- | -------- | ------ | ------ | ---------- | ---- |
| 当   | 階猛       | 55   | 立憲民主党 | 前   | 87,017票 | 51.19% | ――     |            | ○    |
|      | 高橋比奈子 | 63   | 自由民主党 | 前   | 62,666票 | 36.87% | 72.02% | 公明党推薦 | ○    |
|      | 吉田恭子   | 40   | 日本共産党 | 新   | 20,300票 | 11.94% | 23.33% |            |      |

時の内閣：第3次安倍第3次改造内閣 解散日：2017年9月28日 公示日：2017年10月10日
当日有権者数：29万6551人 最終投票率：57.02%（前回比：3.52%） （全国投票率：53.68%（1.02%））
| 当落 | 候補者名   | 年齢 | 所属党派   | 新旧 | 得票数   | 得票率 | 惜敗率 | 推薦・支持 | 重複 |
| ---- | ---------- | ---- | ---------- | ---- | -------- | ------ | ------ | ---------- | ---- |
| 当   | 階猛       | 51   | 希望の党   | 前   | 87,534票 | 52.58% | ――     |            | ○    |
| 比当 | 高橋比奈子 | 59   | 自由民主党 | 前   | 57,381票 | 34.47% | 65.55% | 公明党推薦 | ○    |
|      | 吉田恭子   | 36   | 日本共産党 | 新   | 21,549票 | 12.95% | 24.62% |            |      |

時の内閣：第2次安倍改造内閣 解散日：2014年11月21日 公示日：2014年12月2日
当日有権者数：28万231人 最終投票率：53.62%（前回比：5.39%） （全国投票率：52.66%（6.66%））
| 当落 | 候補者名   | 年齢 | 所属党派   | 新旧 | 得票数   | 得票率 | 惜敗率 | 推薦・支持 | 重複 |
| ---- | ---------- | ---- | ---------- | ---- | -------- | ------ | ------ | ---------- | ---- |
| 当   | 階猛       | 48   | 民主党     | 前   | 76,787票 | 52.02% | ――     |            | ○    |
| 比当 | 高橋比奈子 | 56   | 自由民主党 | 前   | 46,409票 | 31.44% | 60.44% | 公明党推薦 | ○    |
|      | 吉田恭子   | 33   | 日本共産党 | 新   | 15,374票 | 10.41% | 20.02% |            |      |
|      | 細川光正   | 65   | 社会民主党 | 新   | 9,052票  | 6.13%  | 11.79% |            | ○    |

時の内閣：野田第3次改造内閣 解散日：2012年11月16日 公示日：2012年12月4日
当日有権者数：27万8714人 最終投票率：59.01%（前回比：11.92%） （全国投票率：59.32%（9.96%））
| 当落 | 候補者名   | 年齢 | 所属党派     | 新旧 | 得票数   | 得票率 | 惜敗率 | 推薦・支持 | 重複 |
| ---- | ---------- | ---- | ------------ | ---- | -------- | ------ | ------ | ---------- | ---- |
| 当   | 階猛       | 46   | 民主党       | 前   | 55,909票 | 34.72% | ――     | 国民新党   | ○    |
| 比当 | 高橋比奈子 | 54   | 自由民主党   | 新   | 44,002票 | 27.33% | 78.70% | 公明党     | ○    |
|      | 達増陽子   | 47   | 日本未来の党 | 新   | 41,706票 | 25.90% | 74.60% | 新党大地   | ○    |
|      | 伊沢昌弘   | 65   | 社会民主党   | 新   | 9,922票  | 6.16%  | 17.75% |            | ○    |
|      | 八幡志乃   | 30   | 日本共産党   | 新   | 9,473票  | 5.88%  | 16.94% |            |      |

時の内閣：麻生内閣 解散日：2009年7月21日 公示日：2009年8月18日
当日有権者数：27万5596人 最終投票率：70.93%（前回比：3.00%） （全国投票率：69.28%（1.77%））
| 当落 | 候補者名   | 年齢 | 所属党派   | 新旧 | 得票数    | 得票率 | 惜敗率 | 推薦・支持 | 重複 |
| ---- | ---------- | ---- | ---------- | ---- | --------- | ------ | ------ | ---------- | ---- |
| 当   | 階猛       | 42   | 民主党     | 前   | 116,425票 | 60.23% | ――     |            | ○    |
|      | 高橋比奈子 | 51   | 自由民主党 | 新   | 50,585票  | 26.17% | 43.45% |            | ○    |
|      | 伊沢昌弘   | 62   | 社会民主党 | 新   | 13,048票  | 6.75%  | 11.21% |            | ○    |
|      | 吉田恭子   | 28   | 日本共産党 | 新   | 12,187票  | 6.30%  | 10.47% |            |      |
|      | 森憲作     | 52   | 幸福実現党 | 新   | 1,047票   | 0.54%  | 0.90%  |            |      |

当日有権者数：276,841人　最終投票率：61.07%

| 当落 | 候補者名 | 年齢 | 所属党派   | 新旧 | 得票数    | 得票率 | 推薦・支持 |
| ---- | -------- | ---- | ---------- | ---- | --------- | ------ | ---------- |
| 当   | 階猛     | 40   | 民主党     | 新   | 102,987票 | 61.69% |            |
|      | 玉沢正徳 | 36   | 自由民主党 | 新   | 53,125票  | 31.82% |            |
|      | 瀬川貞清 | 57   | 日本共産党 | 新   | 10,821票  | 6.48%  |            |

- 達増が岩手県知事選出馬のため辞職したため行われた。

時の内閣：第2次小泉改造内閣 解散日：2005年8月8日 公示日：2005年8月30日
当日有権者数：27万3565人 最終投票率：67.93%（前回比：4.59%） （全国投票率：67.51%（7.65%））
| 当落 | 候補者名 | 年齢 | 所属党派   | 新旧 | 得票数   | 得票率 | 惜敗率 | 推薦・支持 | 重複 |
| ---- | -------- | ---- | ---------- | ---- | -------- | ------ | ------ | ---------- | ---- |
| 当   | 達増拓也 | 41   | 民主党     | 前   | 95,109票 | 51.69% | ――     |            | ○    |
|      | 及川敦   | 38   | 自由民主党 | 新   | 65,187票 | 35.43% | 68.54% |            | ○    |
|      | 細川光正 | 56   | 社会民主党 | 新   | 14,050票 | 7.64%  | 14.77% |            | ○    |
|      | 神部伸也 | 31   | 日本共産党 | 新   | 9,659票  | 5.25%  | 10.16% |            |      |

- 及川は2007年に岩手県議会議員選挙（盛岡選挙区）に出馬し、当選。

時の内閣：第1次小泉第2次改造内閣 解散日：2003年10月10日 公示日：2003年10月28日
当日有権者数：27万1362人 最終投票率：63.34% （全国投票率：59.86%（2.63%））
| 当落 | 候補者名   | 年齢 | 所属党派   | 新旧 | 得票数   | 得票率 | 惜敗率 | 推薦・支持 | 重複 |
| ---- | ---------- | ---- | ---------- | ---- | -------- | ------ | ------ | ---------- | ---- |
| 当   | 達増拓也   | 39   | 民主党     | 前   | 91,025票 | 53.62% | ――     |            | ○    |
|      | 及川敦     | 36   | 自由民主党 | 新   | 57,899票 | 34.11% | 63.61% |            | ○    |
|      | 後藤百合子 | 54   | 社会民主党 | 新   | 12,014票 | 7.08%  | 13.20% |            | ○    |
|      | 長沼洋一   | 45   | 日本共産党 | 新   | 8,806票  | 5.19%  | 9.67%  |            |      |

時の内閣：第1次森内閣 解散日：2000年6月2日 公示日：2000年6月13日 （全国投票率：62.49%（2.84%））
| 当落 | 候補者名   | 年齢 | 所属党派   | 新旧 | 得票数   | 得票率 | 惜敗率 | 推薦・支持 | 重複 |
| ---- | ---------- | ---- | ---------- | ---- | -------- | ------ | ------ | ---------- | ---- |
| 当   | 達増拓也   | 36   | 自由党     | 前   | 74,835票 | 43.02% | ――     |            | ○    |
|      | 玉澤徳一郎 | 62   | 自由民主党 | 前   | 65,597票 | 37.71% | 87.66% |            | ○    |
|      | 後藤百合子 | 51   | 社会民主党 | 新   | 17,309票 | 9.95%  | 23.13% |            | ○    |
|      | 佐藤隆五郎 | 59   | 日本共産党 | 新   | 9,261票  | 5.32%  | 12.38% |            |      |
|      | 藤倉喜久治 | 56   | 民主党     | 新   | 6,964票  | 4.00%  | 9.31%  |            | ○    |

- 玉沢は第43回から小沢一郎の地盤である4区に転じ、2度比例復活した。

時の内閣：第1次橋本内閣 解散日：1996年9月27日 公示日：1996年10月8日 （全国投票率：59.65%（8.11%））
| 当落 | 候補者名   | 年齢 | 所属党派   | 新旧 | 得票数   | 得票率 | 惜敗率 | 推薦・支持 | 重複 |
| ---- | ---------- | ---- | ---------- | ---- | -------- | ------ | ------ | ---------- | ---- |
| 当   | 達増拓也   | 32   | 新進党     | 新   | 67,420票 | 40.58% | ――     |            |      |
| 比当 | 玉澤徳一郎 | 58   | 自由民主党 | 前   | 49,665票 | 29.89% | 73.67% |            | ○    |
|      | 中村力     | 34   | 無所属     | 前   | 17,087票 | 10.28% | 25.34% |            | ×    |
|      | 山中邦紀   | 63   | 社会民主党 | 元   | 16,758票 | 10.09% | 24.86% |            | ○    |
|      | 佐久間敏子 | 45   | 日本共産党 | 新   | 10,668票 | 6.42%  | 15.82% |            |      |
|      | 後藤百合子 | 47   | 民主党     | 新   | 4,551票  | 2.74%  | 6.75%  |            | ○    |